# Skår södra
För andra betydelser, se Skår.
Skår södra är den södra delen av bebyggelsen i Skår i Gällinge socken i Kungsbacka kommun, Hallands län. Före 2020 klassades den som en del av småorten Skår, för att 2020 klassas som en separat småort.